# ロジェ・ルメール
ロジェ・レオン・モーリス・ルメール＝デプレ（Roger Léon Maurice Lemerre-Desprez、1941年6月18日 - ）は、フランス・マンシュ県ブリクベック出身の元サッカー選手、サッカー指導者。元フランス代表選手。

## 経歴

### 選手
選手時代はスダン、ナント、ナンシー、RCランスに在籍。1968年から1971年にかけてフランス代表として6キャップをマークしている。

### 監督
引退後は指導者の道に進み、国内クラブの監督を歴任。10年にわたってフランス軍隊チームの監督を務めた時には、1995年の軍人ワールドカップで優勝している。
1998年ワールドカップ・フランス大会に優勝したフランス代表でアシスタントコーチを務め、同大会後は退任したエメ・ジャケ監督の後を受けて監督に就任。当初は疑問の声も上がったものの、2000年欧州選手権で優勝し批判を一蹴。さらに2001年コンフェデレーションズカップでもフランスを優勝に導いた。しかし優勝候補筆頭として臨んだ2002年ワールドカップ・日韓大会では1分け2敗、無得点というまさかの成績でグループリーグ敗退を喫し、大会終了後に解任された。
その後はチュニジア代表監督に就任。地元開催の2004年アフリカネイションズカップ優勝、2006年ワールドカップ・ドイツ大会出場を果たしたもののグループリーグ敗退。続投したが、2008年のアフリカネイションズカップにおいて準々決勝で敗退したことを受け、契約更新はならなかった。同年8月から一年間、モロッコ代表監督を務めた。

## 所属クラブ
- CSスダン・アルデンヌ 1961-1969
- FCナント 1969-1971
- ASナンシー 1971-1973
- RCランス 1973-1975

## 代表歴

### 試合数
- 国際Aマッチ 6試合 0得点（1968年-1971年）[3]

| フランス代表 | 国際Aマッチ | 国際Aマッチ |
| 年           | 出場        | 得点        |
| ------------ | ----------- | ----------- |
| 1968         | 2           | 0           |
| 1969         | 2           | 0           |
| 1970         | 1           | 0           |
| 1971         | 1           | 0           |
| 通算         | 6           | 0           |

## 指導歴
- レッドスターFC93 1975-1978
- RCランス 1978-1979
- パリFC 1979-1981
- RCストラスブール 1981-1983
- エスペランス・チュニス 1983-1984
- レッドスターFC 1985-1986
- フランス軍隊チーム 1986-1996
- RCランス 1997
- フランス代表：アシスタントコーチ 1997-1998
- フランス代表 1998-2002
- チュニジア代表 2002-2008
- モロッコ代表 2008-2009
- MKEアンカラギュジュ 2009-2010
- CSコンスタンティン 2012-2013
- エトワール・サヘル 2013-2014

## タイトル

### 指導者
フランス代表
- UEFA欧州選手権: 2000[4]
- FIFAコンフェデレーションズカップ: 2001[5]

チュニジア代表
- アフリカネイションズカップ: 2004[6]

エトワール・デュ・サヘル
- チュニジア・カップ: 2013-14[7]
- アラブ・クラブ・チャンピオンズカップ: 2018-19[8]